# Маргарита де Жуанвиль
Маргарита де Жуанвиль (Marguerite de Joinville) (1356 — 28.04.1417) — графиня де Водемон и дама де Жуанвиль с 1365.
Старшая дочь Анри де Жуанвиля, сира де Жуанвиль, графа де Водемон, и Марии де Люксембург-Линьи, дамы де Удан.
Год рождения установлен условно исходя из факта, что в 1393 году она вышла замуж за третьего мужа и родила ему не менее троих детей.
Наследовала отцу после его смерти в 1365 году (оба её брата умерли раньше, сестре Алисе досталось несколько сеньорий в шателении Жуанвиль). Первое время находилась под опекой матери.
В 1367 году в 11-летнем возрасте выдана замуж за Жана II де Бургоня, сеньора де Монтагю. Тот привёл в порядок владения жены, пострадавшие в результате английского вторжения.
В декабре 1373 года овдовела, но вскоре снова вышла замуж (брачный контракт от 02.05.1374) — за графа Пьера Женевского. Тот умер 24 марта или июня 1392 года. Детей ни с первым, ни со вторым мужем не было.
В 1393 году (между 4 июня и 19 июля) 37-летняя Маргарита де Жуанвиль вышла замуж за 23-летнего Ферри Лотарингского, сеньора де Рюминьи — младшего сына герцога Жана Лотарингского. По преданию, он приехал к ней свататься от имени старшего брата — герцога Карла II, но посватался сам.
От него трое детей:
- Антуан (1394/95 — 22.03.1458), граф Водемона, барон Жуанвиля, сеньор Рюминьи.
- Изабелла (1397 — 17.01.1456), жена Филиппа I, графа Нассау и Саарбрюккена.
- Маргарита, с 1415 г. жена Тибо II, графа де Бламон.

В 1394 году по настоянию короля Карла VI Маргарита и её супруг передали сеньорию Удан герцогу Бретани Жану IV.